# Xanəgah (İsmayıllı)
Xanagah è un comune dell'Azerbaigian situato nel distretto di İsmayıllı. Conta una popolazione di 505 abitanti.